# Matt Hill (giocatore di football americano)
Matt Hill (Grangeville, 10 novembre 1978) è un ex giocatore di football americano statunitense che ha militato nel ruolo di offensive tackle nella National Football League (NFL).

## Carriera

### Seattle Seahawks
Al college Hill giocò a football a Boise State. Fu scelto dai Seattle Seahawks nel corso del quinto giro (271º assoluto) del Draft NFL 2002. Nella sua stagione da rookie giocò 13 partite e altrettante nella successiva, di cui 2 come titolare. Fu svincolato il 5 settembre 2004.

### Carolina Panthers
Hill firmò con i Carolina Panthers il 12 gennaio 2005. Fu collocato nella NFL Europa e assegnato ai Rhein Fire il 22 gennaio 2005. Fu svincolato il 12 marzo 2006.